# Cnephasia jactatana
Cnephasia jactatana is een nachtvlinder uit de familie van de bladrollers, de Tortricidae. De soort is endemisch in Nieuw-Zeeland. De soort is vooral bekend als plaaginsect in de teelt van kiwi's, maar de soort heeft ook diverse andere fruitbomen als waardplanten, zoals Vitis, Citrus, Crataegus, Diospyros, Eucalyptus en Fuchsia. De rupsen eten van de blaadjes, maar kunnen ook de schil van de vrucht en het vruchtvlees aantasten. De eitjes worden voornamelijk gelegd op de bovenkant van het blad, bij voorkeur oudere bladeren.

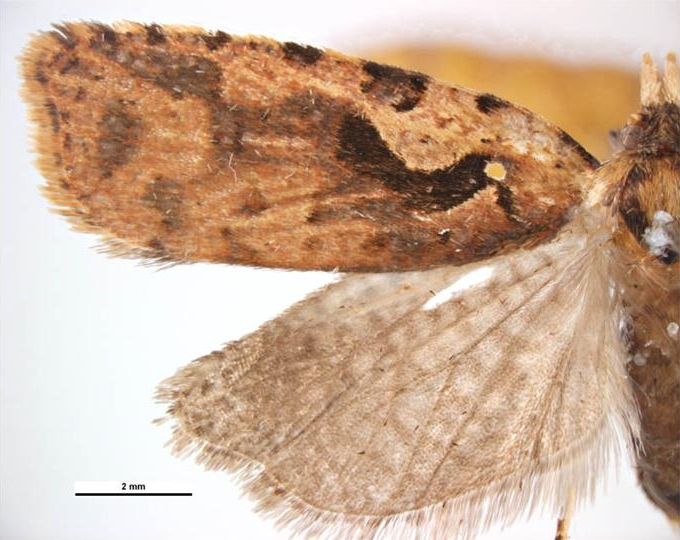
Vleugels vrouwtje
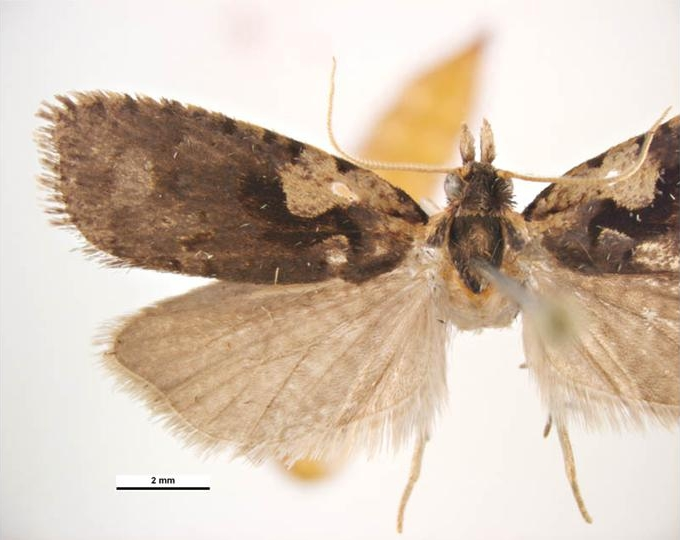
Vleugels mannetje
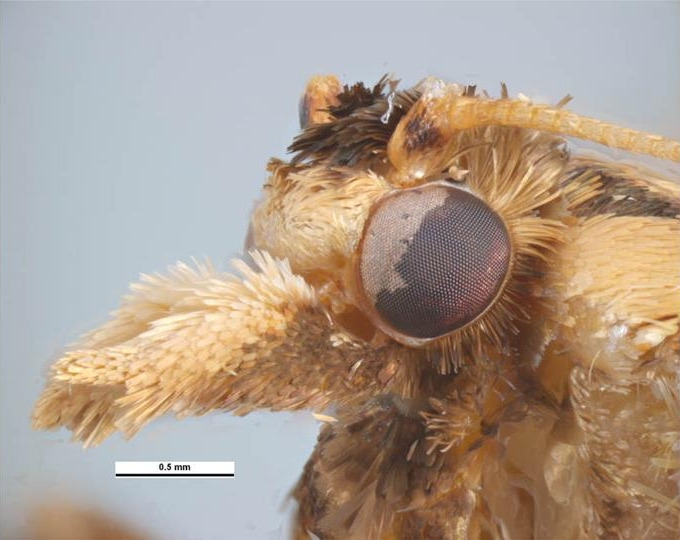
Kop van het vrouwtje
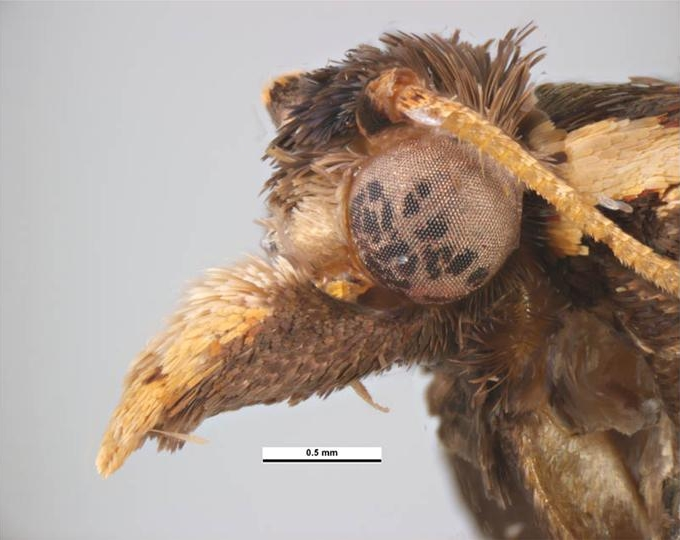
Kop van het mannetje
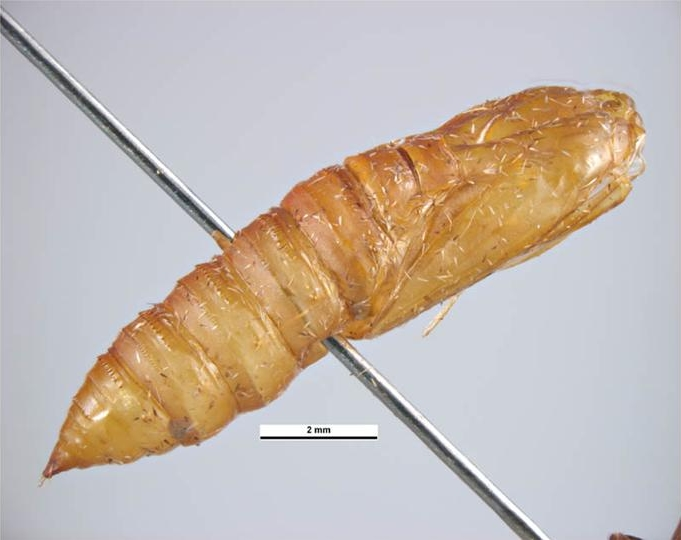
Pophuls